# Unshu
Unsu (雲手, mão nuviosa) é um kata do karate, cuja origem mais remota reside na China e que foi mesclada com tradições oquinauenses — provavelmente um ritual sobre o homem e a natureza.

## História
A forma foi buscada desde Pequim, onde o mestre Seisho Aragaki o aprendera, eis que o artista marcial desempenhavas funções perante o governo de Oquinaua e por conta disso fazia muitas viagens e travava contacto com os mais variados mestres de outras artes marciais.
No decorrer do processo de aprendizado e transmissão, o conjunto de técnicas que era bem mais extenso foi reduzido por mestre Aragaki, que subtraiu aqueles movimentos repetitivos. Em Oquinaua, o kata foi transmitido ao mestre Kenwa Mabuni, que o incluiu imutável em seu sistema. Desde o mestre Mabuni a forma foi transmitida ao estilo Shotokan.

## Características
Estão presentes diversas alterações de ritmo na execução.